# Баррету Пинту, Адель
Адель Баррето Пинто (порт.-браз. Adel Pinto; 12 июня 1859, Сан-Габриэль, Риу-Гранди-ду-Сул — 20 апреля 1927, Рио-де-Жанейро) — бразильский инженер, изобретатель.
Работал инженером на железной дороге Бразилии. Автор целого ряда открытий и изобретений, запатентованных в конце XIX и начале XX веков.
Ему принадлежат
1. Новый метод сохранения мяса, жиров, птицы и других продуктов питания с использованием электричества (1891)
2. Процесс консервирования мяса (1895)
3. Усовершенствование системы сигнализации на железных дорогах (1903 и 1907)
4. Применение электроэнергии, производимой поездом для железнодорожной сигнализации (1903)
5. Гидравлический лифт для производства электроэнергии (1905)
6. Обслуживание, стерилизация и транспортировка молочных продуктов, соков и вин (1906)
7. Применение электрических знак на железных дорогах (1907)
8. Автоматическая система блокировки, названная его именем (Sistema de Bloqueio Adel) для предотвращения железнодорожных столкновений (в Бразилии и за рубежом)

## Память
- В честь изобретателя почта Бразилии выпустила марку с его изображением.